# Carl Fleetwood (diplomat)
Carl Reinhold Axel Georgsson Fleetwood, född 11 juli 1859 i Stockholm, död där 9 januari 1892, var en svensk friherre, kammarherre, diplomat och författare.
Carl Fleetwood var son till översten och kabinettskammarherren friherre Georg Vilhelm Fleetwood. Efter mogenhetsexamen i Vänersborg 1879 blev han samma år student vid Uppsala universitet. Enligt egna uppgifter gjorde han sitt bästa för att så snabbt som möjligt komma bort från studierna och in i arbetslivet, avlade examen till rättegångsverken 1882 och blev därefter extraordinarie notarie i Svea hovrätt. 
År 1883 blev Fleetwood attaché med tjänstgöring vid Utrikesdepartementet och tjänstgjorde i Köpenhamn, Paris och London. År 1885 blev han andre sekreterare i Utrikesdepartementet, 1889 förste sekreterare där och senare under året kansliråd och chef för departementets politiska avdelning. År 1890 blev han kammarherre och fungerade som tillförordnad kabinettssekreterare under 1890 och 1891. Fleetwood blev 1891 riddare av Nordstjärneorden men innehade även flera utländska ordnar.
Fleetwood var en flitig brevskrivare och dagboksförfattare. Han utgav även texter i samtidshistoriska ämnen såsom Anteckningar från Köpenhamnstiden den 18 juni—31 juli 1887. Delar av hans dagboksmaterial har senare givits ut i tryckt form. Fleetwood vilar på Husby-Rekarne kyrkogård.